# Lasioglossum gorokaense
Lasioglossum gorokaense är en biart som först beskrevs av Gregory B. Pauly 1986.  Lasioglossum gorokaense ingår i släktet smalbin, och familjen vägbin. Inga underarter finns listade i Catalogue of Life.